# Фердинанд I (імператор Австрії)
Фердина́нд I (нім. Ferdinand I; 19 квітня 1793 — 29 червня 1875) — імператор Австрії з 2 березня 1835 до 2 грудня 1848 року, король Угорщини та Богемії (як Фердинанд V, у ті ж роки). Як імператор Австрії, володів також багатьма іншими меншими титулами, зокрема титулувався королем Галичини та Володимирії. Імператор хворів на різноманітні хвороби, не мав державних талантів й під час революції у 1848 році добровільно відмовився від влади. Був популярним у Чехії, де провів останні роки життя й отримав прізвисько «Фердинанд Добрий» (чеськ. Ferdinand Dobrotivý).

## Особистість
Був сином Франца II, останнього імператора Священної Римської імперії та Марії Терези Бурбон-Неаполітанської. Фердинандові батьки були двоюрідними родичами, а його дідусі і бабусі були рідними. Так, дід з батькової сторони Леопольд II був рідним братом його баби з маминої сторони Марії Кароліни Австрійської, а його дід з маминої сторони Фердинанд I був рідним братом баби з татової сторони Марії Луїзи Іспанської.
З дитинства хворів на епілепсію, що була спровокована травмами при народженні, та рахітом. До 9 років не отримував жодного навчання, оскільки тогочасні лікарі вірили, що фізичні і розумові навантаження погіршують здоров'я на фоні епілепсії. Це все викликало певні занепокоєння щодо його можливості посісти трон. Фердинанд мав музичний талант, грав на фортепіано та трубі, захоплювався ботанікою. Говорив п'ятьма мовами. З іншого боку був дещо флегматичний, та через проблеми здоров'я мав певні інші обмеження.

## Правління
У 1830 році у Пресбурзі (Братиславі), як Фердинанд V, був коронований на угорський престол з подальшим титулом «молодший король Угорщини та ерцгерцог Австрії». Свою коронаційну промову виголосив угорською, і став першим після Марії Терезії, та останнім королем, котрий звертався до своїх підданих їх рідною мовою. Коронація на Австрійський престол відбулась у 1835 році по смерті Франца ІІ, 1836 року був коронований на чеський престол.

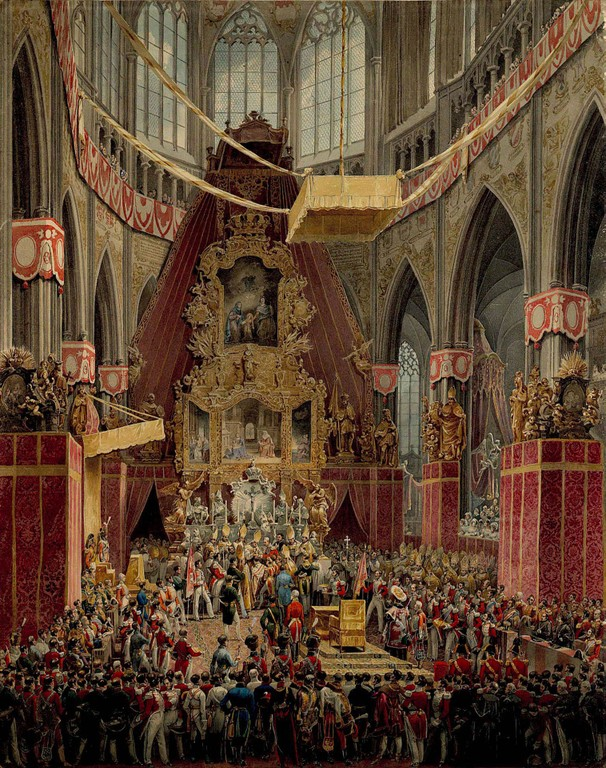
Коронація Фердинанда в 1836 році у Празі

Його правління практично нічим не відрізнялось від реакційного царювання його батька, бо Клемент фон Меттерніх так само керував усіма справами імперії. Фердинанд був м'яким, добрим, спокійним, але вкрай повільним та нерішучим. Його напружували справи, він абсолютно ними не цікавився й мало в них розумів. Склалось свого роду регентство з Меттерніха, Коловрата та ерцгерцога Людвіга, яке й правило імперією, а Фердинанд підписував усі папери, які лишень йому подавали. Особисті свої схильності Фердинанд проявив лише у загальній амністії (1838) політичних злочинців, що перебували під судом і слідством у Ломбардії, а також у декількох часткових амністіях у інших справах. Жорстокості у поводженні з політичними арештантами, що були притаманними його попереднику, у Фердинанда не було й сліду.
16 квітня 1848 р. Фердинанд I підписав патент «Про знесення всякої роботизни й інших підданчих повинностей», яким скасовані останні залишки панщини в Галичині.

## Революція 1848 року
Березневі події 1848 року змусили Фердинанда податись до Інсбрука. Ні з ким з європейських монархів переможна революція 1848 року так швидко не примирилась, як з Фердинандом: до нього особисто ніхто претензій не мав. На початку осені 1848 року він повернувся до Відня, але швидкі успіхи угорського повстання у зв'язку з вибухом жовтневого заколоту у Відні остаточно зламали та втомили імператора. Реакція, що захопила майже всю Європу у останні місяці 1848 року, не заспокоїла його. 2 грудня 1848 року він зрікся престолу (в Оломоуці) на користь свого племінника Франца Йосифа I.
Несамостійність Фердинанда та нерозуміння вимог часу були настільки великими, що незадовго до березневої революції, коли йому доповідали про занедбаний стан фінансів, він сказав: «Ну, на мене й Меттерніха ще вистачить!». Австрії без Меттерніха він собі, очевидно, зовсім не уявляв; тому після падіння Меттерніха його правління перетворилось на низку найнепослідовніших вагань, що завершились відмовою від престолу. Після цього він жив у своїх маєтках у Празі, займаючись сільським господарством, до якого завжди мав схильність.

## Титул
Фердинанд використовував наступний титул: Ми, Фердинанд I, Божою милістю імператор Австрійський, король Єрусалимський, Угорський, Богемський, Далматський, Хорватський, Словенський, Галичини та Володимирії; ерцгерцог Австрійський, герцог Лотаринзький, Зальцбурзький, Вюрцбурзький, Франконський, Штирійський, Каринтії й Карніоли; великий герцог Кракова, великий князь Трансильванії; маркграф Моравії; герцог Сандомирський, Мазовецький, Люблінський, Верхньої та Нижньої Сілезії, Аушвіцу й Затора, Тешена й Фріулі; князь Берхтесгадена й Мергентейма; граф Габсбурзький, Горіци, Градішки й Тіролю; і маркграф Верхньої та Нижньої Лузації та Істрії.

## Родовід
|         |         |         |         |             |             |             |             |             |             |          |          | Карл III              | Карл III              | Карл III              | Карл III              | Карл III              | Карл III              |           |  | Марія Амалія Саксонська | Марія Амалія Саксонська | Марія Амалія Саксонська | Марія Амалія Саксонська | Марія Амалія Саксонська | Марія Амалія Саксонська |                                    |                                    |                                    |                                    |                                    |                                    |                            |                            |               |               |               |               |
|         |         |         |         |             |             |             |             |             |             |          |          | Карл III              | Карл III              | Карл III              | Карл III              | Карл III              | Карл III              |           |  | Марія Амалія Саксонська | Марія Амалія Саксонська | Марія Амалія Саксонська | Марія Амалія Саксонська | Марія Амалія Саксонська | Марія Амалія Саксонська |                                    |                                    |                                    |                                    |                                    |                                    |                            |                            |               |               |               |               |
|         |         |         |         |             |             |             |             |             |             |          |          |                       |                       |                       |                       |                       |                       |           |  |                         |                         |                         |                         |                         |                         |                                    |                                    |                                    |                                    |                                    |                                    |                            |                            |               |               |               |               |
|         |         |         |         |             |             |             |             |             |             |          |          |                       |                       |                       |                       |                       |                       |           |  |                         |                         |                         |                         |                         |                         |                                    |                                    |                                    |                                    |                                    |                                    |                            |                            |               |               |               |               |
| Франц I | Франц I | Франц I | Франц I | Франц I     | Франц I     |             |             |             |             |          |          |                       |                       |                       |                       |                       |                       |           |  |                         |                         |                         |                         |                         |                         |                                    |                                    |                                    |                                    |                                    |                                    | Марія-Терезія              | Марія-Терезія              | Марія-Терезія | Марія-Терезія | Марія-Терезія | Марія-Терезія |
| Франц I | Франц I | Франц I | Франц I | Франц I     | Франц I     |             |             |             |             |          |          |                       |                       |                       |                       |                       |                       |           |  |                         |                         |                         |                         |                         |                         |                                    |                                    |                                    |                                    |                                    |                                    | Марія-Терезія              | Марія-Терезія              | Марія-Терезія | Марія-Терезія | Марія-Терезія | Марія-Терезія |
|         |         |         |         |             |             |             |             |             |             |          |          |                       |                       |                       |                       |                       |                       |           |  |                         |                         |                         |                         |                         |                         |                                    |                                    |                                    |                                    |                                    |                                    |                            |                            |               |               |               |               |
|         |         |         |         | Леопольд II | Леопольд II | Леопольд II | Леопольд II | Леопольд II | Леопольд II |          |          | Марія Луїза Іспанська | Марія Луїза Іспанська | Марія Луїза Іспанська | Марія Луїза Іспанська | Марія Луїза Іспанська | Марія Луїза Іспанська |           |  | Фердинанд I             | Фердинанд I             | Фердинанд I             | Фердинанд I             | Фердинанд I             | Фердинанд I             |                                    |                                    | Марія Кароліна Австрійська         | Марія Кароліна Австрійська         | Марія Кароліна Австрійська         | Марія Кароліна Австрійська         | Марія Кароліна Австрійська | Марія Кароліна Австрійська |               |               |               |               |
|         |         |         |         | Леопольд II | Леопольд II | Леопольд II | Леопольд II | Леопольд II | Леопольд II |          |          | Марія Луїза Іспанська | Марія Луїза Іспанська | Марія Луїза Іспанська | Марія Луїза Іспанська | Марія Луїза Іспанська | Марія Луїза Іспанська |           |  | Фердинанд I             | Фердинанд I             | Фердинанд I             | Фердинанд I             | Фердинанд I             | Фердинанд I             |                                    |                                    | Марія Кароліна Австрійська         | Марія Кароліна Австрійська         | Марія Кароліна Австрійська         | Марія Кароліна Австрійська         | Марія Кароліна Австрійська | Марія Кароліна Австрійська |               |               |               |               |
|         |         |         |         |             |             |             |             |             |             |          |          |                       |                       |                       |                       |                       |                       |           |  |                         |                         |                         |                         |                         |                         |                                    |                                    |                                    |                                    |                                    |                                    |                            |                            |               |               |               |               |
|         |         |         |         |             |             |             |             | Франц II    | Франц II    | Франц II | Франц II | Франц II              | Франц II              |                       |                       |                       |                       |           |  |                         |                         |                         |                         |                         |                         | Марія Тереза Бурбон-Неаполітанська | Марія Тереза Бурбон-Неаполітанська | Марія Тереза Бурбон-Неаполітанська | Марія Тереза Бурбон-Неаполітанська | Марія Тереза Бурбон-Неаполітанська | Марія Тереза Бурбон-Неаполітанська |                            |                            |               |               |               |               |
|         |         |         |         |             |             |             |             | Франц II    | Франц II    | Франц II | Франц II | Франц II              | Франц II              |                       |                       |                       |                       |           |  |                         |                         |                         |                         |                         |                         | Марія Тереза Бурбон-Неаполітанська | Марія Тереза Бурбон-Неаполітанська | Марія Тереза Бурбон-Неаполітанська | Марія Тереза Бурбон-Неаполітанська | Марія Тереза Бурбон-Неаполітанська | Марія Тереза Бурбон-Неаполітанська |                            |                            |               |               |               |               |
|         |         |         |         |             |             |             |             |             |             |          |          |                       |                       |                       |                       |                       |                       |           |  |                         |                         |                         |                         |                         |                         |                                    |                                    |                                    |                                    |                                    |                                    |                            |                            |               |               |               |               |
|         |         |         |         |             |             |             |             |             |             |          |          |                       |                       |                       |                       |                       |                       | Фердинанд |  |                         |                         |                         |                         |                         |                         |                                    |                                    |                                    |                                    |                                    |                                    |                            |                            |               |               |               |               |